# Ixia monadelpha
Ixia monadelpha är en irisväxtart som beskrevs av Daniel Delaroche. Ixia monadelpha ingår i släktet Ixia och familjen irisväxter. Inga underarter finns listade i Catalogue of Life.

## Bildgalleri

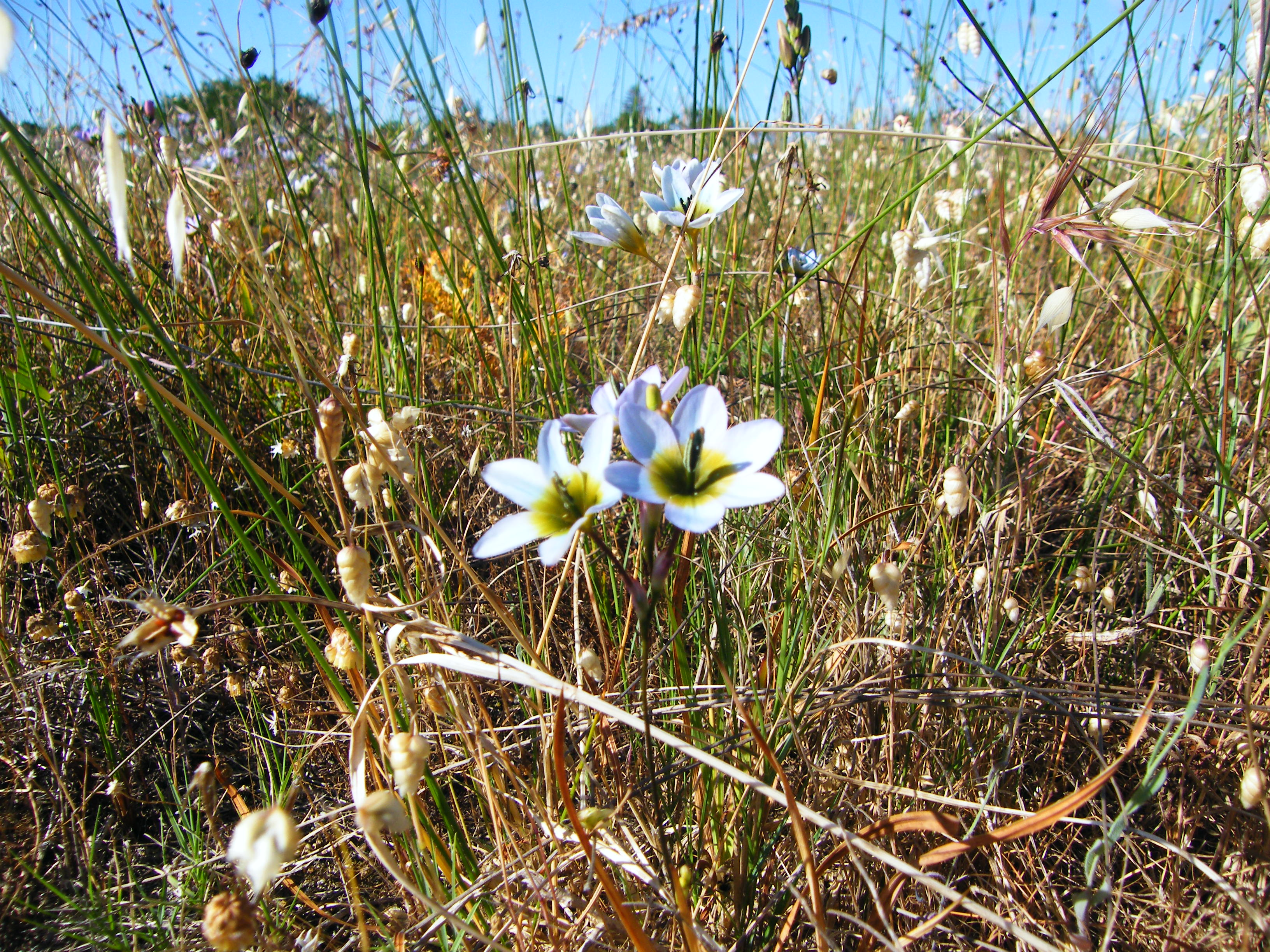
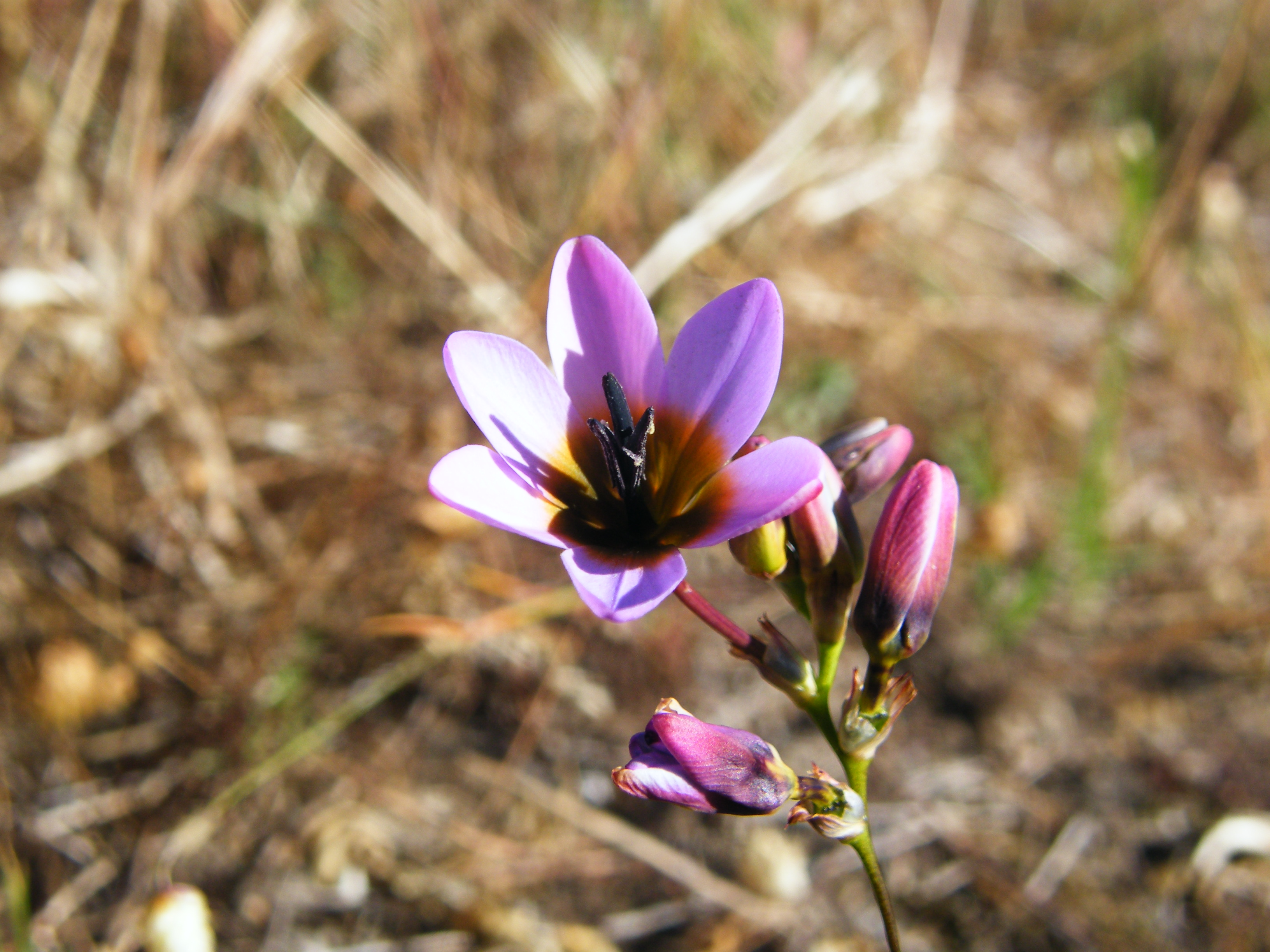